# Павло Странський
Павло Странський (*Pavel Stránský, 1583 —†1657) — чеський письменник часів бароко.

## Життєпис
Походив з чеської шляхетської родини Станських. Народився у містечку Запи у 1583 році. Після отримання домашньої освіту поступив до Празького університету, де у 1607 році отримав ступінь бакалавра, у 1608 році — магістра мистецтв. У 1609 році отримав посаду декана у місті Літомержіце. У 1610 році пошлюбив представницю роду Златоглавкових. Того ж року призначається місцевим писарем. Належав до громади «Чеських братів».
У 1614 році обирається членом міської ради Літомержіце. У 1618 році обирається депутатом протестантського парламенту у Броумові. Втім не брав участі у повстанні проти влади Габсбургів. Тому зумів обійняти посаду олдермена у Літомержіце у 1620 році. на ній перебував до 1625 року. У 1627 році, після відмови перейти у католицизм, був змушений залишити Чехію.
Деякий час мешкав у місті Пірна (Саксонія), проте у 1631 році перебрався до Дрездена. Потім мешкав у Лейпцигу. Зрештою у 1635 році оселився у Торуні (Річ Посполита). Тут викладав у місцевому колегіумі. У 1647 році отримує посаду професора, а згодом вчителя протестантської місцевої гімназії. Помер у Торуні у 1657 році.

## Творчість
Свої погляди Странський висловив в невеликому творі «Окрик на недбайливого чеха» (1618), в якому звертав увагу на небезпеку знімечиння. У вигнанні Странський написав і видав у Голландії книгу «Про чеську державу» (1634). У ній він захищав чеських протестантів, доводив незаконність захоплення чеського трону Габсбургами, засуджував тих, хто пригноблює народ і позбавляє міста їхніх законних прав.